# Lucas Chanavat
Lucas Chanavat (Le Grand Bornand, 17 december 1994) is een Franse langlaufer. Hij vertegenwoordigde zijn vaderland op de Olympische Winterspelen 2018 in Pyeongchang.

## Carrière
Bij zijn wereldbekerdebuut, in december 2015 in Davos, scoorde Chanavat direct wereldbekerpunten. Een jaar later behaalde de Fransman, opnieuw in Davos, zijn eerste toptienklassering in een wereldbekerwedstrijd. Op de wereldkampioenschappen langlaufen 2017 in Lahti eindigde hij als veertiende op de sprint, op het onderdeel teamsprint eindigde hij samen met Richard Jouve op de elfde plaats. In december 2017 stond Chanavat voor de eerste maal in zijn carrière op het podium van een wereldbekerwedstrijd. Tijdens de Olympische Winterspelen van 2018 in Pyeongchang eindigde de Fransman als 34e op de sprint.
In Seefeld nam hij deel aan de wereldkampioenschappen langlaufen 2019. Op dit toernooi eindigde hij als zesde op de sprint, samen met Richard Jouve eindigde hij als vijfde op de teamsprint. Op 21 december 2019 boekte Chanavat in Planica zijn eerste wereldbekerzege. Op de wereldkampioenschappen langlaufen 2021 in Oberstdorf eindigde de Fransman als 22e op de sprint, op de teamsprint eindigde hij samen met Richard Jouve op de vierde plaats.

## Resultaten

### Olympische Spelen
| Jaar | Plaats      | Resultaten                   |
| ---- | ----------- | ---------------------------- |
| 2018 | Pyeongchang | 34e Sprint (klassieke stijl) |

### Wereldkampioenschappen
| Jaar | Plaats     | Resultaten                                                |
| ---- | ---------- | --------------------------------------------------------- |
| 2017 | Lahti      | 14e Sprint (vrije stijl) 11e Teamsprint (klassieke stijl) |
| 2019 | Seefeld    | 6e Sprint (vrije stijl) 5e Teamsprint (klassieke stijl)   |
| 2021 | Oberstdorf | 22e Sprint (klassieke stijl) 4e Teamsprint (vrije stijl)  |

### Wereldbeker
Eindklasseringen
| Seizoen   | Algm | DI | SP    | TdS |
| --------- | ---- | -- | ----- | --- |
| 2015/2016 | 92e  | –  | 52e   | –   |
| 2016/2017 | 27e  | –  | 8e    | DNF |
| 2017/2018 | 24e  | –  | Brons | DNF |
| 2018/2019 | 22e  | –  | 6e    | DNF |
| 2019/2020 | 22e  | –  | 5e    | DNF |
| 2020/2021 | 28e  | –  | 5e    | DNF |

Wereldbekerzeges
| Datum            | Plaats  | Onderdeel            |
| ---------------- | ------- | -------------------- |
| 21 december 2019 | Planica | Sprint (vrije stijl) |
| 11 januari 2020  | Dresden | Sprint (vrije stijl) |